# Арктическая экспедиция Макгрегора
Арктическая экспедиция Макгрегора — арктическая экспедиция, спонсированная частным капиталом. Экспедиция началась 1 июля 1937 года и завершилась 3 октября 1938 года. Она имела четыре основных цели: провести метеорологические наблюдения; сфотографировать северное сияние и изучить его влияние на распространение радиоволн; провести магнитные исследования; исследовать территории северо-западнее острова Элсмир и подтвердить или опровергнуть сведения о Земле Крокера, нанесённой на карту в 1906 году Робертом Пири. Для этого экспедиция сначала должна была заново занять Форт Конгер на острове Элсмира в Канаде.

## Подготовка
Весной 1937 года трёхмачтовая шхуна Дональд II была куплена в Новой Шотландии и приведена в Ньюарк, штат Нью-Джерси. Там на неё были поставлены новые моторы; корабль был укреплён для участия в арктической экспедиции. 2 мая 1937 года он был назван именем генерала Грили, руководителя экспедиций 1881 и 1882 года в канадскую Арктику.
Все участники экспедиции платили за участие из собственных средств, либо наличными, либо покупая необходимое снаряжение. Изначально в экспедиции участвовало 11 человек: Клиффорд Макгрегор, метеоролог из Национальной службы погоды; Айзек (Айк) Шлоссбах, навигатор и главный лётчик аэроплана, ранее служивший во флоте, но вышедший к моменту экспедиции в отставку; Рой Фитцсиммонс, геофизик и специалист по магнитному полю; Джерри Сэйр, радиоинженер; Мюррей Винер, фотограф; Джон Джонсон, повар и механик; Пол «Фаззи» Фёрлонг, механик и собаковод; Френсис Лоренс; Роберт Инглис; Норман Хортман, лётчик.

## Ход экспедиции
1 июля 1937 года экспедиция отправилась в плавание из Ньюарка. Сделав две остановки в Новой Шотландии (в Люненбурге, чтобы высадить пассажиров и взять на борт запасы еды, и в Сиднее, чтобы высадить Норма Хортмана и радиотехника для настройки аппаратуры), а также две остановки в Гренландии, чтобы взять запасы еды и свежей воды, собак, а также раздать подарки гренландскому населению, корабль попал во льды в Баффиновом заливе и не смог двигаться дальше. МакГрегор, разочарованный тем, что они не смогли достигнуть Форт Конгер, сначала попытался найти укрытие на острове Элсмир, но обнаружилось, что берег блокирован льдом. Тогда корабль начал дрейфовать вдоль побережья Гренландии. Так как существовала опасность полной блокировки корабля льдами, экспедиция искала место для зимовки.
31 августа 1937 года экспедиция прибыла в Ииту, в Фульке-фьорде. При попытке высадки на берег корабль сел на мель. Сбросив в море часть груза, команда добилась того, что в прилив он снова оказался на плаву, но затем его отнесло от берега. После того, как экспедиция вернулась в Эту, один из моторов взорвался, и на корабле начался пожар. Лишь через два дня экспедиции удалось высадиться на берег, при этом они обнаружили, что большая часть выброшенного в море груза затонула и находится на трёхметровой глубине. После высадки на берег начались работы по расширению дома, в котором в 1934-35 годах зимовала экспедиция Хамфри. МакГрегор был настолько уверен, что будет зимовать в Форт Конгер, что не получил разрешение у датского правительства, требовавшийся на разбивку базового лагеря в Гренландии. После Нового Года лагерь посетил губернатор провинции (базировавшийся в Туле) и потребовал у членов экспедиции покинуть Гренландию при первой возможности.
8 сентября 1937 года экспедиция начала ежечасные наблюдения погоды. Отчёты передавались ежедневно в Национальную службу погоды в Вашингтоне. Дважды в день (за исключением декабря и января) проводились наблюдения при помощи воздушного шара. Наблюдения продолжались до 7 июля 1938 года, когда экспедиция отплыла от берега. В конце 1937 года МакГрегор, метеоролог по профессии, основываясь на наблюдениях, дал долгосрочный прогноз погоды на 1938 год, оказавшийся впоследствии достаточно точным.
В марте к месту зимовки подошли участники арктической экспедиции Хейг-Томаса, Райта и Хэмилтона, целью которых были биологические и гляциологические исследования, а также составление карты острова Элсмир. Шлоссбах и Райт совместно исследовали ледник к север-востоку от Эты, пройдя при этом 483 км. Фёрлонг и Фитцсиммонс пересекли пролив Смита и вышли к острову Элсмир, где по просьбе комиссионера Северо-Западных Территорий Чарльза Кэмселла оставили запасы провианта для канадской полиции.
В экспедиции был биплан Waco выпуска 1933 года, использовавшийся для разведки и исследований. Шлоссбах четырежды летал на нём, установив два достижения: первый полёт в одиночку над островом Элсмир и первое приземление на острове Элсмир. Кроме того, он установил, что северо-западнее Элсмира нет земли, как предполагалось ранее, то есть Земли Крокера не существует.

## Возвращение
В июле 1938 года тронулся лёд, и экспедиция отплыла от побережья Гренландии. Она сделала короткую остановку в Туле, чтобы забрать Джона Джонсона, отправленного туда ранее на санях для лечения. За время зимовки корабль был повреждён более, чем ожидалось, и лёд в Баффиновом заливе задержал его на несколько недель. Открылись несколько пробоин, и приходилось постоянно откачивать воду. Провести ремонт удалось только в Сент-Джонсе. 4 октября 1938 года экспедиция вернулась в Ньюарк.